# Anthreptes
Anthreptes és un gènere d'ocells de la família dels nectarínids (Nectariniidae). Les diferents espècies habiten principalment en zones de selva, però també en altres hábitats, com ara la sabana o el manglar, a l'Àfrica subsahariana i la regió indomalaia.

## Taxonomia
Segons la classificació del Congrés Ornitològic Internacional, versió 11.2, 2021, aquest gènere està format per 15 espècies.
- Anthreptes reichenowi - suimanga de Reichenow.
- Anthreptes anchietae - suimanga d'Anchieta.
- Anthreptes simplex - suimanga frontnegre.
- Anthreptes malacensis - suimanga gorjabrú.
- Anthreptes griseigularis - suimanga gorjagrís.
- Anthreptes rhodolaemus - suimanga gorja-roig.
- Anthreptes gabonicus - suimanga bru.
- Anthreptes longuemarei - suimanga violaci.
- Anthreptes orientalis - suimanga de Kenya.
- Anthreptes neglectus - suimanga dels Uluguru.
- Anthreptes aurantius - suimanga de cua violàcia.
- Anthreptes seimundi - suimanga de Seimund.
- Anthreptes rectirostris - suimanga bec-recte.
- Anthreptes tephrolaemus - suimanga barbagrís.
- Anthreptes rubritorques - suimanga de collar vermell.